# Kiełpin (Grande-Pologne)
Pour les articles homonymes, voir Kiełpin.
Kiełpin (prononciation : [ˈkʲɛu̯pin], en allemand : Kölpin) est un  village polonais de la gmina de Lipka dans le powiat de Złotów de la voïvodie de Grande-Pologne dans le centre-ouest de la Pologne.
Il se situe à environ 13 kilomètres à l'ouest de Lipka (siège de la gmina), 16 kilomètres au nord de Złotów (siège du powiat), et à 122 kilomètres au nord de Poznań (capitale de la Grande-Pologne).

## Histoire
De 1975 à 1998, le village faisait partie du territoire de la voïvodie de Piła.

Depuis 1999, Kiełpin est situé dans la voïvodie de Grande-Pologne.
Le village possède une population de 300 habitants.